# Reggiane Re.2007
El Reggiane Re.2007 fue un proyecto de avión de caza monomotor de ala baja y a reacción propuesto por la compañía italiana Reggiane durante la fase final de la Segunda Guerra Mundial para servir como defensa frente al creciente número de bombardeos aliados que estaba sufriendo el país. Sin embargo el proyecto no vio la luz debido a problemas con el suministro de los motores alemanes Junkers Jumo 004.

## Desarrollo
En una carta firmada por el ingeniero Roberto Longhi a la revista de aviación JP4 y que apareció en el número de mayo de 1976, este explicaba que el mayor Antonio Ferri le preguntó que si era factible instalar en el fuselaje de un Reggiane Re.2005 un motor Fiat A.20 detrás de la carlinga. Eso permitiría mejorar el rendimiento del motor Daimler-Benz DB 605 para que pudiera alcanzar 750 km/h a una altitud de 8.000 metros. Además, estaba previsto el uso de una cola de escape para lograr una mayor empuje.
La idea recibió el nombre de Proyecto R por parte del alto mando de la Regia Aeronautica italiana, pero continuó siendo un proyecto que no pasó del papel, ya que según Longhi, el avión habría tenido problemas con su centro de gravedad.
Una posibilidad alternativa era la de conseguir motores turborreactores en Alemania, pero a pesar de las demandas del ingeniero Anthony Alessio primero, y el conde Giovanni Battista Caproni después, los alemanes únicamente entregaron una réplica de madera de los mismos a la compañía Reggiane.
Después de la Segunda Guerra Mundial, Longui quiso llevar a cabo experimentos con dos motores Junkers Jumo 004 que fueron dejados en el aeropuerto de Udine después de la derrota alemana. Esos motores habían sido entregados en 1945 para que sirvieran como piezas de recambio para una pequeña unidad de reconocimiento de la Luftwaffe alemana formada por tres aviones Arado Ar 234. Pero esos motores fueron adquiridos por el ingeniero Angelo Ambrosini, otro fabricante de aviones italiano, por lo que no acabaron en las instalaciones de Reggiane.
Tran el fin de la guerra, el diseñador Pellizzola realizó algunos diseños del Re.2007, pero no fueron objeto de seguimiento, ya que se basaban en una breve descripción de un ingeniero de la compañía Reggiane. Los mismos contaban con ala en flecha, característica que comenzó a ser común en los aviones de combate a partir de los años 1950, aunque los alemanes ya los habían utilizado previamente en los modelos Messerschmitt Me 262 y Me 163.
Tiempo después corrió el rumor de que se llegó a construir un fuselaje con la ayuda de diversos bocetos técnicos, pero en la actualidad se considera improbable que el modelo pasara de simples bocetos.

## Especificaciones
Referencia datos: Aerei-Italiani.net

### Características generales
- Tripulación: 1
- Longitud: 10,00 m
- Envergadura: 9,00 m
- Altura: 2,93 m
- Superficie alar: 17,00 m²
- Peso vacío: 2.500 kg
- Peso cargado: 3.540 kg
- Planta motriz: 1× turborreactor Junkers Jumo 004B.
  - Empuje normal: 8,8 kN 2.000 lbf de empuje.

### Rendimiento
- Velocidad máxima operativa (Vno): 750 km/h 470 mph
- Alcance: 1.400 km 870 mi
- Techo de vuelo: 15.000 m

### Armamento
- Armas de proyectiles: 4 ametralladoras pesadas MG 151 de 20 mm

### Secuencias de designación
- Aviones de Reggiane: Re.2000 • Re.2001 • Re.2002 • Re.2003 • Re.2004 • Re.2005 • Re.2006 • Re.2007